# 체코의 여자 배우 목록

## 가
- 베라 갈라티코바
- 안나 게이슬레로바
- 야나 굽타

## 나
- 안토니에 네도신스카

## 다
- 니키타 데니세
- 레아 데 매
- 마리에 돌레잘로바
- 야나 돌레젤로바
- 밀레나 드보르스카
- 니나 디비슈코바
- 야나 디테토바

## 라
- 테레자 람바
- 다니엘라 루스
- 이지나 르제비치카

## 마
- 수잔네 마르빌

## 바
- 리다 바로바
- 시모나 바브차코바
- 즈덴카 발도바
- 엘리슈카 발제로바
- 알리체 벤도바
- 블랑카 보다노바
- 이르지나 보달로바
- 마그달레나 보로바
- 헬레나 보르자코바
- 마홀레나 보차노바
- 루치에 본드라치코바
- 슬레브카 부디노바
- 헬레나 부쇼바
- 돌리 부스테르
- 야나 브레이코바
- 하나 브레이코바
- 테레자 브로드스카
- 페트라 브랸트
- 테레지 브르즈코바
- 타라 비테
- 주자나 비조브스카

## 사
- 리다 살모노바
- 실비아 세인트
- 리부셰 샤프란코바
- 로제나 슐렘로바
- 빌마 시불코바

## 아
- 야로슬라바 아다모바
- 즐라타 아다모브스카
- 야나 안드르소바
- 라우라 앙겔
- 아니엘카 엘터
- 안니 온드라
- 마르타 이소바
- 클라라 이소바

## 자
- 루치에 제니치코바

## 차
- 블라스타 츠라모스토바
- 이트카 치반차노바
- 미리암 치틸로바

- 이바나 칠코바

## 카
- 카롤리나 쿠르코바

## 타
- 마리에 토마쇼라
- 파블라 토미초바

## 파
- 블라스타 파비아노바
- 베라 페르바소바
- 베로니카 프레이마노바
- 야나 플로트코바
- 타나 피셰로바
- 크베타 피알로바

## 하
- 에바 홀루보바